# Volta a Suïssa 2010
La Volta a Suïssa 2010 és la 74a edició de la Volta a Suïssa, una competició ciclista per etapes que es disputa per les carreteres de Suïssa. Aquesta edició es disputà entre el 12 i el 20 de juny de 2010, amb un recorregut de 1.353,1 km distribuïts en 9 etapes, amb inici a Lugano, amb una petita contrarellotge individual, i final a Liestal. La cursa és la 16a prova del calendari mundial UCI 2010.
La victòria a la classificació general fou pel luxemburguès Fränk Schleck (Team Saxo Bank). Fou seguit per l'estatunidenc Lance Armstrong, del Team RadioShack, i Jakob Fuglsang del Team Saxo Bank. L'alemany Marcus Burghardt guanyà la classificació per punts, el suís Mathias Frank la classificació de la muntanya i dels esprints intermedis i el Team Saxo Bank la classificació per equips.

## Equips participants
En la Volta a Suïssa, en tant, que prova ProTour, hi participen els 18 equips ProTour. A banda, l'organització ha convidat tres equips continentals professionals: BMC Racing Team, Cervélo TestTeam i Vacansoleil.
| Núm     | Codi | Equip                 |
| ------- | ---- | --------------------- |
| 1-8     | SAX  | Team Saxo Bank        |
| 11-18   | KAT  | Team Katusha          |
| 21-28   | LIQ  | Liquigas-Doimo        |
| 31-38   | AST  | Astana Qazaqstan Team |
| 41-48   | THR  | Team HTC-Columbia     |
| 51-58   | BMC  | BMC Racing Team       |
| 61-68   | OLO  | Omega Pharma-Lotto    |
| 71-78   | CTT  | Cervélo TestTeam      |
| 81-88   | GCE  | Caisse d'Epargne      |
| 91-98   | LAM  | Lampre-Farnese Vini   |
| 101-108 | RAB  | Rabobank ProTeam      |

| Núm     | Codi | Equip              |
| ------- | ---- | ------------------ |
| 111-118 | EUS  | Euskaltel-Euskadi  |
| 121-128 | QST  | Quick Step         |
| 131-138 | RSH  | Team RadioShack    |
| 141-148 | GRM  | Garmin-Transitions |
| 151-158 | SKY  | Team Sky           |
| 161-168 | VAC  | Vacansoleil        |
| 171-178 | ALM  | AG2R La Mondiale   |
| 181-188 | MRM  | Team Milram        |
| 191-198 | FDJ  | FDJ                |
| 201-208 | FOT  | Footon-Servetto    |

## Etapes
| Etapa    | Data       | Recorregut                | Km    | Vencedor d'etapa          | Líder de la general     |
| -------- | ---------- | ------------------------- | ----- | ------------------------- | ----------------------- |
| 1a etapa | 12 de juny | Lugano - Lugano           | 7,6   | Fabian Cancellara (SUI)   | Fabian Cancellara (SUI) |
| 2a etapa | 13 de juny | Ascona - Sierre           | 167,5 | Heinrich Haussler (GER)   | Fabian Cancellara (SUI) |
| 3a etapa | 14 de juny | Sierre - Schwarzenburg    | 196,6 | Franck Schleck (LUX)      | Tony Martin (GER)       |
| 4a etapa | 15 de juny | Schwarzenburg - Wettingen | 192,2 | Alessandro Petacchi (ITA) | Tony Martin (GER)       |
| 5a etapa | 16 de juny | Wettingen - Frutigen      | 172,5 | Marcus Burghardt (GER)    | Tony Martin (GER)       |
| 6a etapa | 17 de juny | Meiringen - La Punt       | 213,3 | Robert Gesink (NED)       | Robert Gesink (NED)     |
| 7a etapa | 18 de juny | Savognin - Wetzikon       | 204,1 | Marcus Burghardt (GER)    | Robert Gesink (NED)     |
| 8a etapa | 19 de juny | Wetzikon - Liestal        | 172,4 | Rui Costa (POR)           | Robert Gesink (NED)     |
| 9a etapa | 20 de juny | Liestal - Liestal         | 26,9  | Tony Martin (GER)         | Fränk Schleck (LUX)     |

### 1a etapa
12 de juny de 2010. Lugano - Lugano, 7,6 km (CRI).
|   | Ciclista                | Equip             | Temps   |
| - | ----------------------- | ----------------- | ------- |
| 1 | Fabian Cancellara (SUI) | Team Saxo Bank    | 10' 21" |
| 2 | Roman Kreuziger (CZE)   | Liquigas-Doimo    | + 1"    |
| 3 | Tony Martin (GER)       | Team HTC-Columbia | + 3"    |
| 4 | Peter Sagan (SVK)       | Liquigas-Doimo    | + 3"    |
| 5 | Dries Devenyns (BEL)    | Quick Step        | + 10"   |

|   | Ciclista                | Equip             | Temps   |
| - | ----------------------- | ----------------- | ------- |
| 1 | Fabian Cancellara (SUI) | Team Saxo Bank    | 10' 21" |
| 2 | Roman Kreuziger (CZE)   | Liquigas-Doimo    | + 1"    |
| 3 | Tony Martin (GER)       | Team HTC-Columbia | + 3"    |
| 4 | Peter Sagan (SVK)       | Liquigas-Doimo    | + 3"    |
| 5 | Dries Devenyns (BEL)    | Quick Step        | + 10"   |

### 2a etapa
13 de juny de 2010. Ascona - Sierre, 167,5 km.
|   | Ciclista                | Equip             | Temps      |
| - | ----------------------- | ----------------- | ---------- |
| 1 | Heinrich Haussler (GER) | Cervélo TestTeam  | 4h 25' 16" |
| 2 | Pablo Urtasun (ESP)     | Euskaltel–Euskadi | m. t.      |
| 3 | Marco Marcato (ITA)     | Vacansoleil       | m. t.      |
| 4 | Óscar Freire (ESP)      | Rabobank ProTeam  | m. t.      |
| 5 | Gerald Ciolek (GER)     | Milram            | m. t.      |

|   | Ciclista                  | Equip             | Temps      |
| - | ------------------------- | ----------------- | ---------- |
| 1 | Fabian Cancellara (SUI)   | Team Saxo Bank    | 4h 35' 37" |
| 2 | Roman Kreuziger (CZE)     | Liquigas-Doimo    | + 1"       |
| 3 | Tony Martin (GER)         | Team HTC-Columbia | + 3"       |
| 4 | Dries Devenyns (BEL)      | Quick Step        | + 10"      |
| 5 | Gustav Erik Larsson (SWE) | Team Saxo Bank    | + 11"      |

### 3a etapa
14 de juny de 2010. Sierre - Schwarzenburg, 196,6 km.
|   | Ciclista             | Equip                 | Temps      |
| - | -------------------- | --------------------- | ---------- |
| 1 | Fränk Schleck (LUX)  | Team Saxo Bank        | 5h 02' 21" |
| 2 | Rigoberto Urán (COL) | Caisse d'Epargne      | m. t.      |
| 3 | Bauke Mollema (NED)  | Rabobank ProTeam      | + 3"       |
| 4 | Steve Morabito (SUI) | Astana Qazaqstan Team | + 3"       |
| 5 | Matteo Carrara (ITA) | Vacansoleil           | + 3"       |

|   | Ciclista                | Equip             | Temps      |
| - | ----------------------- | ----------------- | ---------- |
| 1 | Tony Martin (GER)       | Team HTC-Columbia | 9h 38' 04" |
| 2 | Fabian Cancellara (SUI) | Team Saxo Bank    | + 1"       |
| 3 | Thomas Lövkvist (SWE)   | Team Sky          | + 9"       |
| 4 | Rigoberto Urán (COL)    | Caisse d'Epargne  | + 10"      |
| 5 | Dries Devenyns (BEL)    | Quick Step        | + 11"      |

### 4a etapa
15 de juny de 2010. Schwarzenburg - Wettingen, 192,2 km.
|   | Ciclista                  | Equip               | Temps      |
| - | ------------------------- | ------------------- | ---------- |
| 1 | Alessandro Petacchi (ITA) | Lampre-Farnese Vini | 4h 57' 33" |
| 2 | Matti Breschel (DEN)      | Team Saxo Bank      | m. t.      |
| 3 | Marco Marcato (ITA)       | Vacansoleil         | m. t.      |
| 4 | José Joaquín Rojas (ESP)  | Caisse d'Epargne    | m. t.      |
| 5 | Robbie McEwen (AUS)       | Team Katusha        | m. t.      |

|   | Ciclista                | Equip             | Temps       |
| - | ----------------------- | ----------------- | ----------- |
| 1 | Tony Martin (GER)       | Team HTC-Columbia | 14h 35' 37" |
| 2 | Fabian Cancellara (SUI) | Team Saxo Bank    | + 1"        |
| 3 | Thomas Lövkvist (SWE)   | Team Sky          | + 9"        |
| 4 | Rigoberto Urán (COL)    | Caisse d'Epargne  | + 10"       |
| 5 | Dries Devenyns (BEL)    | Quick Step        | + 11"       |

### 5a etapa
16 de juny de 2010. Wettingen - Frutigen, 172,5 km.
|   | Ciclista               | Equip               | Temps      |
| - | ---------------------- | ------------------- | ---------- |
| 1 | Marcus Burghardt (GER) | BMC Racing Team     | 4h 21' 23" |
| 2 | Martijn Maaskant (NED) | Garmin-Transitions  | + 2"       |
| 3 | Daniel Oss (ITA)       | Liquigas-Doimo      | + 47"      |
| 4 | Robbie McEwen (AUS)    | Team Katusha        | + 47"      |
| 5 | Diego Ulissi (ITA)     | Lampre-Farnese Vini | + 47"      |

|   | Ciclista                | Equip             | Temps       |
| - | ----------------------- | ----------------- | ----------- |
| 1 | Tony Martin (GER)       | Team HTC-Columbia | 18h 57' 47" |
| 2 | Fabian Cancellara (SUI) | Team Saxo Bank    | + 1"        |
| 3 | Thomas Lövkvist (SWE)   | Team Sky          | + 9"        |
| 4 | Rigoberto Urán (COL)    | Caisse d'Epargne  | + 10"       |
| 5 | Dries Devenyns (BEL)    | Quick Step        | + 11"       |

### 6a etapa
17 de juny de 2010. Meiringen - La Punt, 213,3 km.
|   | Ciclista                | Equip            | Temps      |
| - | ----------------------- | ---------------- | ---------- |
| 1 | Robert Gesink (NED)     | Rabobank ProTeam | 6h 20' 53" |
| 2 | Rigoberto Urán (COL)    | Caisse d'Epargne | + 42"      |
| 3 | Joaquim Rodríguez (ESP) | Team Katusha     | + 42"      |
| 4 | Oliver Zaugg (SUI)      | Liquigas-Doimo   | + 42"      |
| 5 | Lance Armstrong (EUA)   | Team RadioShack  | + 42"      |

|   | Ciclista                | Equip            | Temps       |
| - | ----------------------- | ---------------- | ----------- |
| 1 | Robert Gesink (NED)     | Rabobank ProTeam | 25h 18' 57" |
| 2 | Rigoberto Urán (COL)    | Caisse d'Epargne | + 29"       |
| 3 | Steve Morabito (SUI)    | BMC Racing Team  | + 36"       |
| 4 | Fränk Schleck (LUX)     | Team Saxo Bank   | + 38"       |
| 5 | Joaquim Rodríguez (ESP) | Team Katusha     | + 42"       |

### 7a etapa
18 de juny de 2010. Savognin - Wetzikon, 204,1 km.
|   | Ciclista                | Equip              | Temps      |
| - | ----------------------- | ------------------ | ---------- |
| 1 | Marcus Burghardt (GER)  | BMC Racing Team    | 4h 52' 02" |
| 2 | Óscar Freire (ESP)      | Rabobank ProTeam   | + 1' 01"   |
| 3 | Greg Van Avermaet (BEL) | Omega Pharma-Lotto | + 1' 01"   |
| 4 | Manuel Quinziato (ITA)  | Liquigas-Doimo     | + 1' 01"   |
| 5 | Luis León Sánchez (ESP) | Caisse d'Epargne   | + 1' 01"   |

|   | Ciclista                | Equip            | Temps       |
| - | ----------------------- | ---------------- | ----------- |
| 1 | Robert Gesink (NED)     | Rabobank ProTeam | 30h 15' 59" |
| 2 | Rigoberto Urán (COL)    | Caisse d'Epargne | + 29"       |
| 3 | Steve Morabito (SUI)    | BMC Racing Team  | + 36"       |
| 4 | Fränk Schleck (LUX)     | Team Saxo Bank   | + 38"       |
| 5 | Joaquim Rodríguez (ESP) | Team Katusha     | + 42"       |

### 8a etapa
19 de juny de 2010. Wetzikon - Liestal, 172,4 km.
|   | Ciclista                 | Equip              | Temps      |
| - | ------------------------ | ------------------ | ---------- |
| 1 | Rui Costa (POR)          | Caisse d'Epargne   | 4h 10' 32" |
| 2 | Luis León Sánchez (ESP)  | Caisse d'Epargne   | + 15"      |
| 3 | Maxime Monfort (BEL)     | Team HTC-Columbia  | + 19"      |
| 4 | Sandy Casar (FRA)        | Française des Jeux | + 34"      |
| 5 | Alessandro Vanotti (ITA) | Liquigas-Doimo     | + 34"      |

|   | Ciclista                | Equip            | Temps       |
| - | ----------------------- | ---------------- | ----------- |
| 1 | Robert Gesink (NED)     | Rabobank ProTeam | 34h 27' 47" |
| 2 | Rigoberto Urán (COL)    | Caisse d'Epargne | + 29"       |
| 3 | Steve Morabito (SUI)    | BMC Racing Team  | + 36"       |
| 4 | Fränk Schleck (LUX)     | Team Saxo Bank   | + 38"       |
| 5 | Joaquim Rodríguez (ESP) | Team Katusha     | + 42"       |

### 9a etapa
20 de juny de 2010. Liestal - Liestal, 26,9 km (CRI).
|   | Ciclista                  | Equip              | Temps   |
| - | ------------------------- | ------------------ | ------- |
| 1 | Tony Martin (GER)         | Team HTC-Columbia  | 32' 21" |
| 2 | Fabian Cancellara (SUI)   | Team Saxo Bank     | + 17"   |
| 3 | David Zabriskie (EUA)     | Garmin-Transitions | + 29"   |
| 4 | Gustav Erik Larsson (SWE) | Team Saxo Bank     | + 48"   |
| 5 | Levi Leipheimer (EUA)     | Team RadioShack    | + 48"   |

|   | Ciclista              | Equip            | Temps       |
| - | --------------------- | ---------------- | ----------- |
| 1 | Fränk Schleck (LUX)   | Team Saxo Bank   | 35h 02' 00" |
| 2 | Lance Armstrong (EUA) | Team RadioShack  | + 12"       |
| 3 | Jakob Fuglsang (DEN)  | Team Saxo Bank   | + 17"       |
| 4 | Steve Morabito (SUI)  | BMC Racing Team  | + 23"       |
| 5 | Robert Gesink (NED)   | Rabobank ProTeam | + 27"       |

## Classificacions finals

### Classificació general
|    | Ciclista                | Equip             | Temps       |
| -- | ----------------------- | ----------------- | ----------- |
| 1  | Fränk Schleck (LUX)     | Team Saxo Bank    | 35h 02' 00" |
| 2  | Lance Armstrong (EUA)   | Team RadioShack   | + 12"       |
| 3  | Jakob Fuglsang (DEN)    | Team Saxo Bank    | + 17"       |
| 4  | Steve Morabito (SUI)    | BMC Racing Team   | + 23"       |
| 5  | Robert Gesink (NED)     | Rabobank ProTeam  | + 27"       |
| 6  | Tony Martin (GER)       | Team HTC-Columbia | + 27"       |
| 7  | Rigoberto Urán (COL)    | Caisse d'Epargne  | + 33"       |
| 8  | Andreas Klöden (GER)    | Team RadioShack   | + 48"       |
| 9  | Joaquim Rodríguez (ESP) | Team Katusha      | + 1' 09"    |
| 10 | Levi Leipheimer (EUA)   | Team RadioShack   | + 1' 14"    |

|   | Ciclista                 | Equip             | Punts |
| - | ------------------------ | ----------------- | ----- |
| 1 | Marcus Burghardt (GER)   | BMC Racing Team   | 50    |
| 2 | José Joaquín Rojas (ESP) | Caisse d'Epargne  | 50    |
| 3 | Marco Marcato (ITA)      | Vacansoleil       | 43    |
| 4 | Fabian Cancellara (SUI)  | Team Saxo Bank    | 36    |
| 5 | Tony Martin (GER)        | Team HTC-Columbia | 33    |

|   | Ciclista               | Equip             | Punts |
| - | ---------------------- | ----------------- | ----- |
| 1 | Mathias Frank (SUI)    | BMC Racing Team   | 49    |
| 2 | Wouter Poels (NED)     | Vacansoleil       | 40    |
| 3 | Robert Gesink (NED)    | Rabobank ProTeam  | 21    |
| 4 | Aitor Hernández (ESP)  | Euskaltel–Euskadi | 19    |
| 5 | Marcus Burghardt (GER) | BMC Racing Team   | 18    |

## Evolució de les classificacions
| Etapa (Vencedor)              | Classificació general | Classificació per punts | Classificació de la muntanya | Classificació dels esprints | Classificació per equips |
| ----------------------------- | --------------------- | ----------------------- | ---------------------------- | --------------------------- | ------------------------ |
| Etapa 1 (Fabian Cancellara)   | Fabian Cancellara     | Fabian Cancellara       | no s'entrega                 | no s'entrega                | Liquigas-Doimo           |
| Etapa 2 (Heinrich Haussler)   | Fabian Cancellara     | Heinrich Haussler       | Mathias Frank                | Matthias Russ               | Liquigas-Doimo           |
| Etapa 3 (Fränk Schleck)       | Tony Martin           | Heinrich Haussler       | Alexandru Pliușchin          | Matthias Russ               | Team Saxo Bank           |
| Etapa 4 (Alessandro Petacchi) | Tony Martin           | Marco Marcato           | Aitor Hernández              | Steve Morabito              | Team Saxo Bank           |
| Etapa 5 (Marcus Burghardt)    | Tony Martin           | Marco Marcato           | Aitor Hernández              | Javier Aramendia            | Team Saxo Bank           |
| Etapa 6 (Robert Gesink)       | Robert Gesink         | Marco Marcato           | Wouter Poels                 | Javier Aramendia            | Team Saxo Bank           |
| Etapa 7 (Marcus Burghardt)    | Robert Gesink         | Marcus Burghardt        | Mathias Frank                | Mathias Frank               | Team Saxo Bank           |
| Etapa 8 (Rui Costa)           | Robert Gesink         | Marcus Burghardt        | Mathias Frank                | Mathias Frank               | Team Saxo Bank           |
| Etapa 9 (Tony Martin)         | Fränk Schleck         | Marcus Burghardt        | Mathias Frank                | Mathias Frank               | Team Saxo Bank           |
| Classificació final           | Fränk Schleck         | Marcus Burghardt        | Mathias Frank                | Mathias Frank               | Team Saxo Bank           |